# Dicraeus tibialis
Dicraeus tibialis är en tvåvingeart som först beskrevs av Pierre Justin Marie Macquart 1835.
Dicraeus tibialis ingår i släktet Dicraeus och familjen fritflugor. Arten är reproducerande i Sverige. Inga underarter finns listade i Catalogue of Life.